# Uwe Mäuer
Uwe Mäuer (* 2. November 1971 in Leipzig) ist ein deutscher Handballtrainer und ehemaliger Handballspieler. Er wurde auf der Position Kreismitte eingesetzt.
Uwe Mäuer begann mit dem Handballspiel bei der SG Zschortau und im Trainingszentrum Delitzsch. Nach einer Station beim SC Leipzig wechselte der 1,94 m große und 107 kg schwere Kreisläufer zum Bundesligisten VfL Gummersbach. 1996 schloss er sich dem Ligarivalen SC Magdeburg an. Mit dem SCM gewann er den DHB-Supercup 1996, den EHF-Pokal 1998/99 sowie 2000/01, die Deutsche Meisterschaft 2001 und als Krönung die EHF Champions League 2001/02.
Nach sieben Jahren verließ er die Bundesliga und wechselte zum Zweitligisten SV Anhalt Bernburg. In der Saison 2008/09 war Mäuer vorübergehend Spielertrainer. Zur Saison 2010/11 ging er zum unterklassigen Magdeburger SV 90. 2012 beendete Mäuer seine Karriere und übernahm den Trainerposten bei HV Rot-Weiss Staßfurt, den er bis zum Saisonende 2014/15 trainierte.
Uwe Mäuer ist gelernter Einzelhandelskaufmann und Fitnesstrainer.